# Franc Zlobec (poslanec)
Franc Zlobec, slovenski kmet in  politik, * 29. januar 1866, Ponikve na Krasu, † 4. oktober 1944, Ponikve.
Franc Zlobec, stric Cirila Zlobca, kmet iz Ponikev je bil v goriški deželni zbor izvoljen 19. decembra 1909 v splošni kuriji sodnih okrajev slovenskega dela Goriško-Gradiščanske poknežene grofije namesto tragično umrlega Alojzija Jeriča. Na nadomestnih volitvah je premagal liberalca Andreja Vrtovca in socialista Henrika Tumo.